# 羅斯溪小屋 (亞利桑那州)
羅斯溪小屋（英語：Rose Creek Lodge）是位於美國亞利桑那州希拉縣的一個非建制地區。該地的面積和人口皆未知。

## 地理
羅斯溪小屋的座標為33°50′03″N 110°58′41″W / 33.83417°N 110.97806°W，而該地的平均海拔高度為1641米（即5384英尺）。